# یخدان قدیمی خواف
یخدان قدیمی خواف مربوط به دوره قاجار است و در خواف، داخل شهر، حاشیه خیابان آیت ا مدرس واقع شده و این اثر در تاریخ ۱۱ مرداد ۱۳۸۴ با شمارهٔ ثبت ۱۲۳۹۶ به‌عنوان یکی از آثار ملی ایران به ثبت رسیده است.